# Taubenturm Château de Lavison

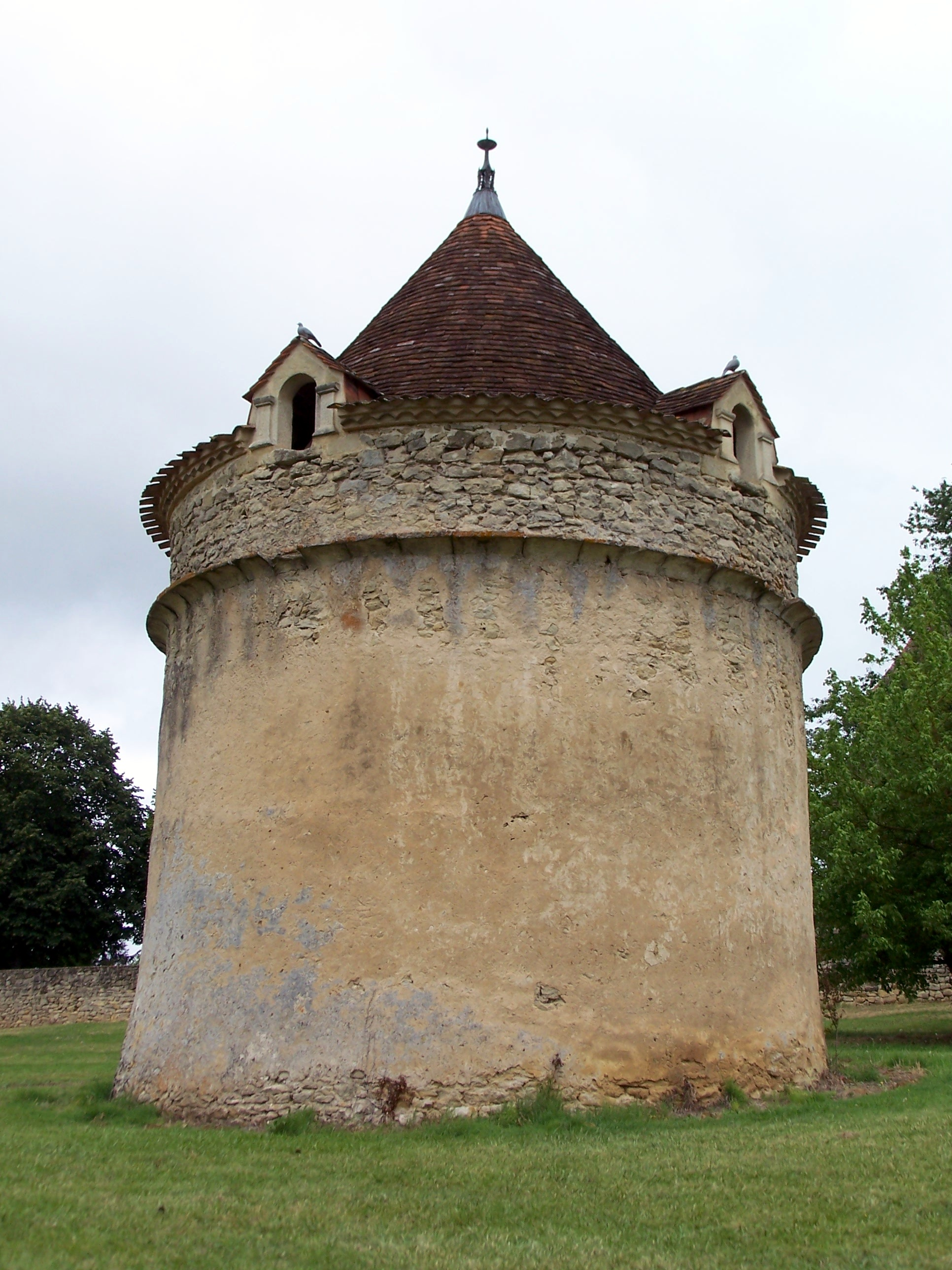
Taubenturm in Loubens

Der Taubenturm (französisch colombier oder pigeonnier) des Château de Lavison in Loubens, einer französischen Gemeinde im Département Gironde in der Region Nouvelle-Aquitaine, wurde im 15. Jahrhundert errichtet. Der Taubenturm steht als Teil des Schlosses seit 1987 als Monument historique auf der Liste der Baudenkmäler in Frankreich.
Der runde Turm aus verputztem Bruchsteinmauerwerk wird von einem Dach mit vier Gauben bedeckt, die den Zugang für die Tauben bilden. Die Gauben sind mit Dreiecksgiebeln geschmückt.